# Ян (війт Києва)
Ян (? — бл. 1528) — війт Києва часів Великого князівства Литовського в 1514–1528 роках.

## Життєпис
Напевне належав до польської або литвинської (білоруської) шляхти. Втім прізвище його натепер встановити не вдалося. Знаний лише за окремими письмовими свідченнями. Напевне призначено війтом Києва невдовзі після смерті Ганко Онковича — між 1514 та 1516 роками. Перед тим належав до замкових слуг.
Діяв у дусі політики попередника, захищаючи насамперед інтереси великого князя і короля Сигізмунда I. Тому в джерелах відомо лише про звернення магістрату щодо підтвердження магдебурзького права для міста й привілеїв для міщан. У цьому війт Ян не виявив енергії.
1517 року звернувся з прохання щодо підтвердження права на володіння в Києві земельними наділами. У 1524 році вступив у конфлікт з бурмистром Іваном Черевчеєм через те, що останній перебрав на себе частину доходів війтівства. На думку дослідників, це відображає конфлікт між війтом та магістратом, де перший захищав власні інтереси (розглядав посаду як дохід) та зберігав владу монарха, а магістрат намагався надбати більше привілеїв для міщан. До 1528 року за невідомих обставин війт Ян втратив посаду. Його наступником став Іван Черевчей.